# 이브라힘 파샤
이브라힘 파샤(Kavalalı İbrahim Paşa, 1789년 – 1848년 11월 10일)는 무함마드 알리의 장자로 이집트 속주와 수단의 케디브이자 총독이었다. 그는 아버지가 통치 기반을 마련하는 동안 이집트군에서 복무하며 거의 십대일 때 이집트군 사령관이 되었다. 그의 마지막 생애 동안 그는 살아있던 아버지가 유산으로 물려준 이집트와 수단의 통치권을 계승했다. 그의 통치 지역은 오스만령 시리아, 헤자즈, 모레아, 타소스섬, 크레타섬을 포함하고 있었다. 이브라힘 파샤는 1848년 11월 10일, 아버지보다 일찍 죽었다. 그는 4개월 간 왕으로 재임했다. 1849년 무함마드 알리의 죽음으로 이집트 왕권은 이브라힘의 조카였던 압바스 1세에게 넘어갔다.
이브라힘은 무함마드 알리 왕조에서 그의 뛰어난 군사적 업적으로 칭송받는 인물 중 한 명이다. 그는 오스만 제국을 여러 차례 격파한 것으로도 유명하다. 이집트 역사학자들 사이에서 이브라힘과 그의 아버지 무함마드 알리, 그리고 그의 아들 이스마일 파샤는 어떤 왕조의 다른 지배자들보다 더 뛰어났다고 평가받았다. 이는 이브라힘의 손자 푸아드 1세가 1920년부터 1970년까지 이어지는 이집트 역사학의 자료를 제공한 왕립 기록 보관소를 통해 이들의 긍정적인 묘사를 강조했기 때문에 발생한 결과였다. 오늘날 이브라힘의 동상은 수도 카이로의 한복판을 차지하고 있다.

## 같이 보기
- 그리스 독립 전쟁